# Ludwig Koch (Maler)

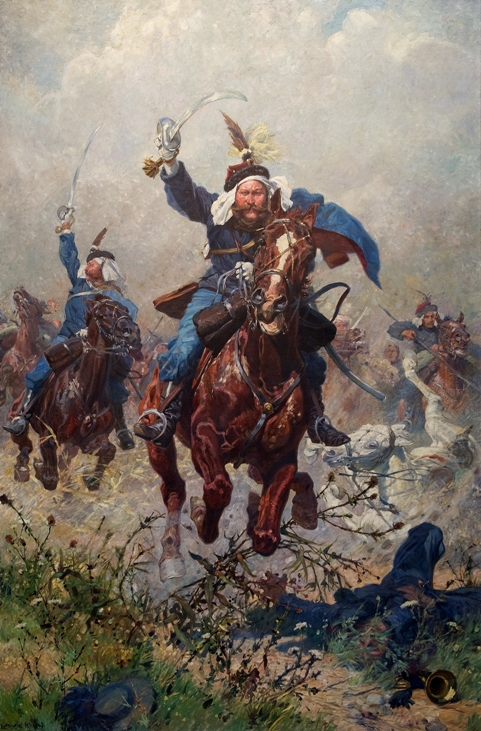
Rodakowski in der Schlacht bei Custozza. (1908. Öl auf Leinwand, Heeresgeschichtliches Museum Wien)

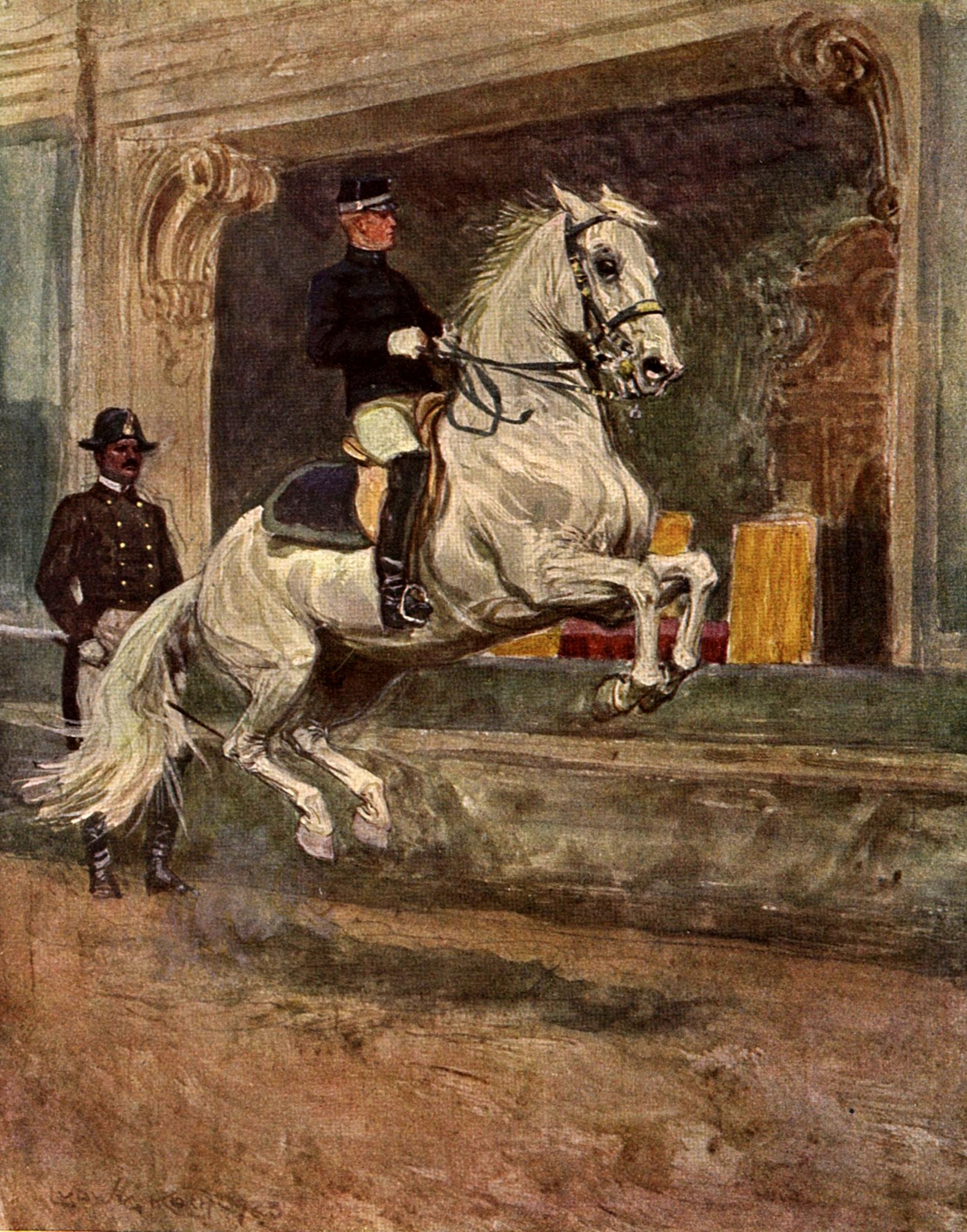
Die Croupade aus Die Reitkunst im Bilde

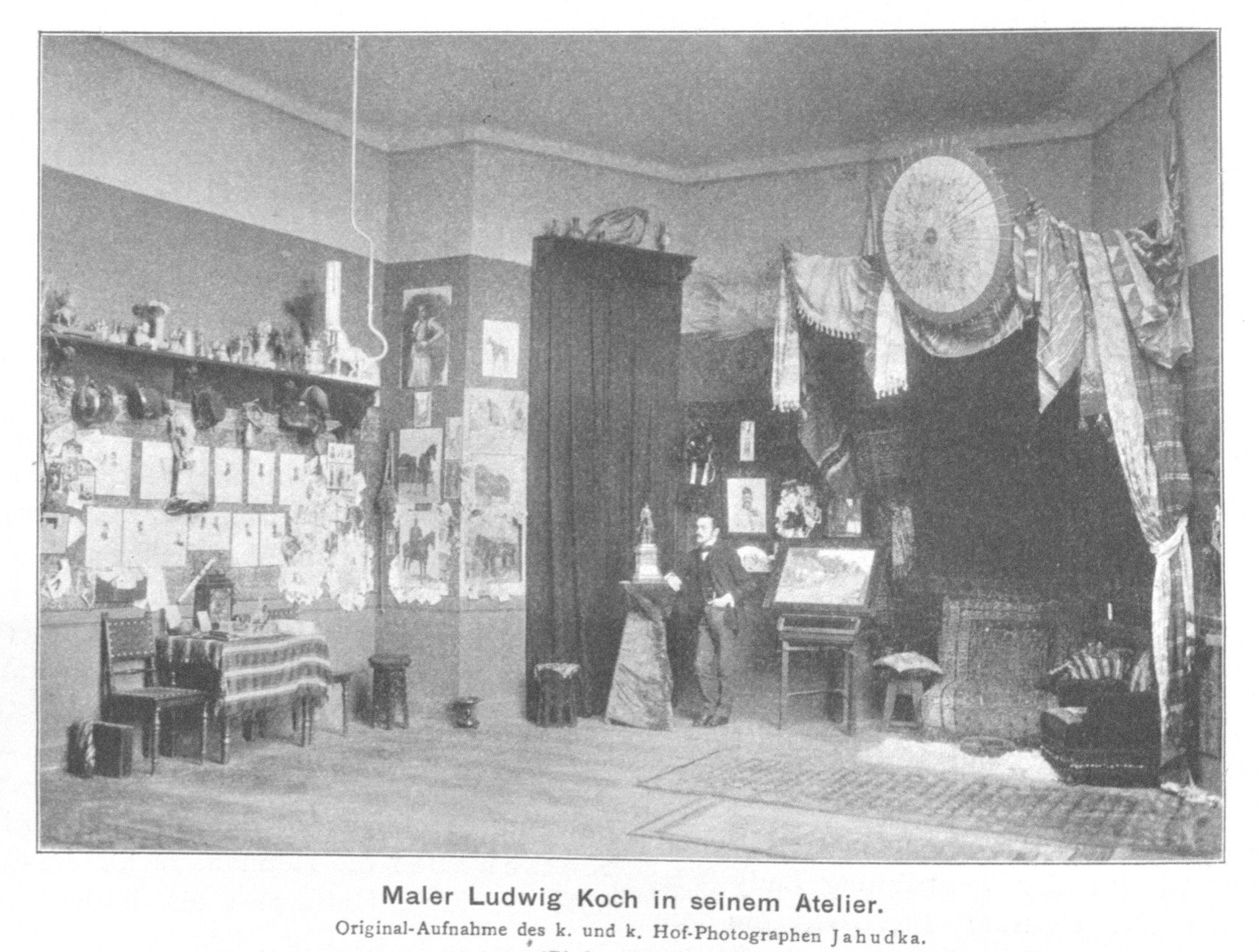
Ludwig Koch in seinem Atelier, 1903

Ludwig Koch (* 13. Dezember 1866 in Wien; † 26. November 1934 ebenda) war ein österreichischer Maler, Bildhauer und Illustrator.

## Leben
Bekannt wurde Koch vor allem als Pferde- und Genremaler. Er war lange zu Gast an der Spanischen Hofreitschule und hat viele Lektionen der Hohen Schule und Schulsprünge künstlerisch erfasst. Daneben widmete er sich Darstellungen aus der Kriegsgeschichte. Er studierte in den Jahren von 1883 bis 1891 an der Akademie der bildenden Künste in Wien und war Schüler von Siegmund L’Allemand und August Eisenmenger. Danach trat er mit Darstellungen aus der österreichischen Kriegsgeschichte hervor, so erhielt er 1889 für das Bild General Pappenheim den Spezialschulpreis. 1891 stellte er auf der Wiener Jahresausstellung das Gemälde Feuertaufe des Dragonerregiments Windisch-Grätz in der Schlacht bei Kolin aus.
Schon vor 1914 schuf Koch Porträt- und Uniformserien der k.u.k.-Armee, die vielfach auf Postkarten reproduziert wurden. Sein Einsatz im k.u.k. Kriegspressequartier war verhältnismäßig kurz: Nach dem Kriegseintritt Italiens wurde er auf Wunsch des Kommandos der Südwestfront am 20. Juli 1915 zum Kriegsmaler ernannt, musste aber wegen eines Nierenleidens im Herbst des folgenden Jahres (20. Oktober 1916) wieder außer Stand gesetzt werden. Er lieferte in weiterer Folge für das vom Kriegsfürsorgeamt herausgegebene Tafelwerk „Österreich-Ungarns Wehrmacht im Weltkrieg“ sowie für Postkarten die Gemäldevorlagen. Auch nach dem Zusammenbruch der Österreich-ungarischen Monarchie widmete Koch der alten Armee viele Werke, schuf aber auch Uniformdarstellungen für das Bundesheer der Ersten Republik.
Neben militärischen Sujets wurden Szenen des Wienertums und des Kaiserhauses (z. B. Ölbild Ausritt des Erzherzog –Thronfolgers Franz Ferdinand zum Manöver bei der 590. Kunstauktion des Dorotheum Wien, 1970) zu den Hauptthemen seiner Genremalerei.
Koch gab mehrere Landschaftssammelwerke heraus und war Illustrator vieler hippologischer Werke. Sein zumindest für Reiter bekanntestes Werk dürfte „Die Reitkunst im Bilde“ sein. Er war auch Mitglied des so genannten Siebener Clubs, einer vorwiegend aus Architekten (darunter Josef Hoffmann, Joseph Maria Olbrich und Joseph Urban) gebildeten Künstlervereinigung.
Ludwig Koch wurde in Wien auf dem Hietzinger Friedhof in einem ehrenhalber gewidmeten Grab (Gruppe 39, Nummer 241) bestattet.

## Werke (Auswahl)
- „Kaiser Karl VI vor Schloss Neugebäude“ von Ludwig Koch, 1930. Öl auf Holz, Berlin
- Porträt Friedrich von Beck-Rzikowsky, 1913. Öl auf Leinwand, 90 × 70 cm, Heeresgeschichtliches Museum, Wien.
- Reiterportrait Oberst Maximilian Ritter von Rodakowski an der Spitze der Trani-Ulanen in der Schlacht bei Custozza am 24. Juni 1866, 1908. Öl auf Leinwand, 347 × 244 cm, Heeresgeschichtliches Museum, Wien
- Verklungene Fanfaren, 1932. Öl auf Leinwand, 128 × 171 cm, Heeresgeschichtliches Museum, Wien[3]
- Oberst Brosch von Aarenau an der Spitze des Regiments Tiroler Kaiserjäger Nr. 2, 1925. Öl auf Leinwand, 100 × 70 cm, Heeresgeschichtliches Museum, Wien
- Aufmarsches der am 1. Mai 1934 gebildeten ständischen Verfassung vor dem Wiener Rathaus, Öl auf Karton, Heeresgeschichtliches Museum, Wien